# João Moutinho
João Filipe Iria Santos Moutinho (* 8. September 1986 in Portimão) ist ein portugiesischer Fußballspieler, der derzeit bei Sporting Braga unter Vertrag steht
Moutinho stammt aus einer Sportlerfamilie. Sein Vater selbst war 15 Jahre lang Fußballspieler, seine Mutter war Läuferin. Sein älterer Bruder und sein Cousin sind ebenfalls Fußballspieler.

## Verein
Sein Debüt in der Erstligamannschaft von Sporting Lissabon absolvierte Moutinho in der Saison 2004/05. Die Fans widmeten ihm ein eigenes Lied („Ele é o 28, ele é baixinho, João Moutinho, João Moutinho“ – Er ist die Nummer 28, er ist klein… João Moutinho, João Moutinho).
Zur Saison 2010/11 wechselte er für elf Millionen Euro plus Nuno Coelho zum FC Porto, wo er einen Vertrag bis 2015 erhielt. Somit wurde für ihn die bis dahin höchste Ablösesumme innerhalb Portugals gezahlt.
Zur Saison 2013/14 wechselte Moutinho gemeinsam mit James Rodríguez in die französische Ligue 1 zum AS Monaco. Er unterschrieb einen Vertrag bis zum 30. Juni 2018 und kostete 25 Mio. Euro Ablöse.
Zur Saison 2018/19 wechselte Moutinho in die englische Premier League zu den Wolverhampton Wanderers. Im August 2023 wechselte er nach Auslaufen seines Vertrags zu Sporting Braga.

## Nationalmannschaft
Am 17. August 2005 gab er mit 18 Jahren gegen Ägypten sein Debüt in der portugiesischen Nationalmannschaft. Im Anschluss nahm er 2008, 2012, 2016 und 2021 an der Europameisterschaft sowie 2014 und 2018 an der Weltmeisterschaft teil.
Bei der EM 2016 stand Moutinho in allen drei Gruppenspielen in der Startformation. Im Achtelfinale gegen Kroatien kam er anschließend nicht zum Einsatz. In den restlichen Turnierspielen wurde er jeweils eingewechselt. Im Viertelfinale gegen Polen war er einer der erfolgreichen Schützen im Elfmeterschießen, das mit 5:3 gewonnen wurde. In der Verlängerung des Finales gegen Frankreich gab er die Vorlage zu Éders Siegtor. Portugal gewann daraufhin erstmals den Europameistertitel.
Am 24. Juni 2017 bestritt er im letzten Gruppenspiel des FIFA-Konföderationen-Pokals als fünfter Portugiese nach Luís Figo, Fernando Couto, Cristiano Ronaldo und Nani sein 100. Länderspiel.

## Erfolge

### Nationalmannschaft
- Europameister: 2016
- UEFA-Nations-League-Sieger: 2019
- U17-Europameister: 2003

### Vereine
International
- Europa-League-Sieger: 2011

Portugal
- Portugiesischer Meister (3): 2011, 2012, 2013
- Portugiesischer Pokalsieger (3): 2007, 2008, 2011
- Portugiesischer Supercupsieger (5): 2007, 2008, 2010, 2011, 2012

Frankreich
- Französischer Meister: 2017

## Auszeichnungen
In einer Award-Show Ende 2005 wurde Moutinho die Auszeichnung „Rookie of the Year“ und „bester Mittelfeldspieler“ in Portugal bei einer Umfrage von Zeitungen aus verschiedenen Ländern zuerkannt.